# VDSL
Nel settore delle telecomunicazioni, l'acronimo inglese VDSL (Very-high-bit-rate digital subscriber line) indica una tecnologia di comunicazione xDSL via cavo che permette di ottenere performance di velocità superiori al predecessore ADSL.
Inoltre, a differenza dell'ADSL e dell'SDSL, la nuova tecnologia VDSL permette di avere velocità di banda sia simmetriche sia asimmetriche, sostituendo, di fatto, entrambi gli standard.
Lo standard VDSL è stato lanciato dall'ITU-T nel novembre 2001.

## Sviluppi
Il concetto di VDSL è stato pubblicato per la prima volta nel 1991 tramite uno studio congiunto della ditta americana Bellcore (ora Iconectiv) e la privata università di Stanford, situata in California. Lo studio si focalizzava sulla ricerca di tecnologie che potessero sostituire l'HDSL e l'allora nuova ADSL, che viaggiavano entrambe su 1,5 Mbit/s (in download). In particolare, i ricercatori avevano posto la loro attenzione sulla eventuale fattibilità di uno standard che permettesse di trasmettere le informazioni simmetricamente e asimmetricamente a una velocità superiore di 10 Mbit/s, percorrendo le linee telefoniche corte.
Le scoperte avvenute negli anni successivi hanno dato conferma di quella iniziale previsione, ed esattamente 10 anni dopo, nel 29 novembre 2001 a Ginevra, l'unione internazionale delle telecomunicazioni definisce il nuovo standard ITU G.993.1 che permette velocità di 55 Mbit/s (in download) e 3 Mbit/s (in upload). 
Nel 2006 Lo standard VDSL2 (ITU G.993.2) migliora l'ITU T G.993.1 e, infine, nel novembre 2015 l'avvento del VDSL2-Vplus ovvero, dell'ITU G.993.2 Amendment 1 (11/15), porta al massimo le potenzialità connettive di questa tecnologia, poiché riesce a supportare la trasmissione asimmetrica e simmetrica a una velocità netta bidirezionale di dati fino a 400 Mbit/s sulle coppie corte usando una larghezza di banda fino a 35 MHz.

## Standard VDSL
Una connessione VDSL utilizza fino a sette bande di frequenza, quindi è possibile allocare in modo diverso la velocità dei dati tra l'upstream e il downstream, a seconda dell'offerta di servizi e delle regolazioni dello spettro operate dall'ISP. La prima generazione di standard VDSL necessitava sia della quadrature amplitude modulation (QAM), sia dell'Orthogonal Frequency-Division Multiplexing (OFDM) e la modulazione multitonicità discreta (DMT). 
Nel 2006, l'ITU-T ha specificato che la VDSL2 necessita solo della modulazione DMT.

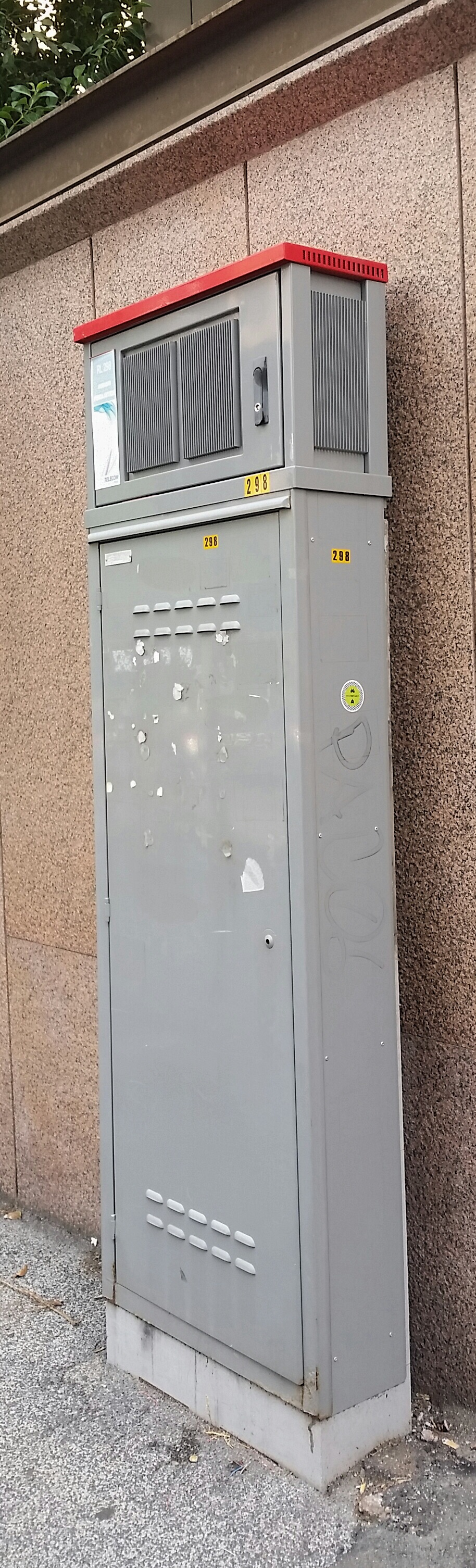
Un sopralzo VDSL2 posato sopra all'armadio ripartilinea dei cavi in rame

| Versione    | Nome dello Standard             | Nome comune                                                                                     | Downstream | Upstream   | Approvato il |
| ----------- | ------------------------------- | ----------------------------------------------------------------------------------------------- | ---------- | ---------- | ------------ |
| VDSL        | ITU G.993.1                     | VDSL                                                                                            | 55 Mbit/s  | 3 Mbit/s   | 29-11-2001   |
| VDSL2       | ITU G.993.2                     | VDSL2                                                                                           | 200 Mbit/s | 100 Mbit/s | 17-02-2006   |
| VDSL2-Vplus | ITU G.993.2 Amendment 1 (11/15) | VDSL2 Annex Q VPlus/35b                                                                         | 300 Mbit/s | 100 Mbit/s | 11-06-2015   |
| VDSL2-Vplus | ITU G.993.5                     | VDSL2 Annex Q with vectoring Self-FEXT cancellation (vectoring) for use with VDSL2 transceivers | 300 Mbit/s | 100 Mbit/s | 22-02-2019   |

Frequenze della tecnologia VDSL2:

## Caratteristiche
Con l'ITU G.993.1, le elevate velocità si raggiungono a scapito della distanza da coprire: se non si superano i 300 metri è possibile avere un collegamento a 26 Mbit/s simmetrici oppure 52 Mbit/s in download e 12 Mbit/s in upload.
Il limite maggiore è la necessità per le compagnie telefoniche di riposizionare i DSLAM vicini agli utenti, quindi spesso fuori dalle centrali telefoniche, in appositi locali. Tale tecnologia sarebbe perfettamente sfruttabile nel caso di realizzazione di infrastruttura di rete di accesso in fibra ottica cosiddetta FTTC.

### Diffusione
È una tecnologia utilizzata in Italia, Slovenia, Croazia, Svizzera, Germania, Spagna, Francia, Giappone e in Corea del Sud.
In Svizzera, da giugno 2007 le compagnie telefoniche propongono modem e collegamenti VDSL a 20000/1000 (20 Mbit/s) in alternativa alla ADSL classica.
In Slovenia, dal 14 maggio 2004 la compagnia T-2 d.o.o. con sede a Maribor è stata la prima compagnia in Slovenia e una delle prime al mondo a offrire questo tipo di tecnologia a banda larga. Attualmente il servizio di T-2 d.o.o. copre in Slovenia il 75% della popolazione e offre varie offerte per internet con velocità fino a 1 gigabit/s.
In Croazia, dal 2013 la H1-Telekom d.d. è stata la prima compagnia in Croazia a offrire la VDSL2.
In Spagna, da giugno 2012 Vodafone sta realizzando nuovi collegamenti con questa tecnologia. Al gennaio 2013, la popolazione raggiunta dal servizio VDSL è pari al 20%.
In Italia, da dicembre 2008 nelle città di Roma e Milano Telecom Italia ha avuto modo di sperimentare la versione superiore, cioè la VDSL2. L'offerta commerciale è partita ufficialmente a dicembre 2012 con profili da 30 Mbit/s in download e 3 Mbit/s in upload.
La società Fastweb utilizza questa tecnologia per gli utenti non raggiunti in casa dalla fibra (FTTH), portando appunto quest'ultima fino alla strada per poi proseguire con il doppino in rame (FTTC).